# Fernando de Toledo
Fernando de Toledo (La Aldehuela, 1527 - Madrid, 1591). Descendent il·legítim de la casa de Toledo, fou un noble, militar i religiós que actuà com a lloctinent de Catalunya des de 1570 fins a 1581 sota el regnat de Felip II d'Espanya. Va ser també gran prior de Castella de l'Orde de Sant Joan.
La seva joventut va ser biografiada per Lope de Vega a la seva comèdia «Más mal hay en la Aldegüela de lo que suena», també coneguda com a «el Prior de Castella».